# 谢尔·斯文松
谢尔·斯文松（瑞典語：Kjell Svensson，1938年9月10日—），瑞典男子冰球运动员。他曾代表瑞典参加1960年和1964年冬季奥林匹克运动会冰球比赛，其中在1964年冬季奥运会获得一枚银牌。